# Жажина
Жажина је насељено место у општини Лекеник, у Туропољу, Хрватска, до нове територијалне организације у саставу бивше велике општине Сисак.

## Становништво
На попису становништва 2011. године, Жажина је имала 355 становника.

## Попис1991.
На попису становништва 1991. године, насељено место Жажина је имало 379 становника, следећег националног састава:
| Попис 1991.‍ | Попис 1991.‍ | Попис 1991.‍ | Попис 1991.‍ | Попис 1991.‍ |
| ----------- | ----------- | ----------- | ----------- | ----------- |
|             |             |             |             |             |
| Хрвати      | Хрвати      |             | 361         | 95,25%      |
| Југословени | Југословени |             | 3           | 0,79%       |
| Македонци   | Македонци   |             | 1           | 0,26%       |
| Муслимани   | Муслимани   |             | 1           | 0,26%       |
| непознато   | непознато   |             | 13          | 3,43%       |
| укупно: 379 |             |             |             |             |